# Ramularia ovata
Ramularia ovata är en svampart som beskrevs av Fuckel 1870. Ramularia ovata ingår i släktet Ramularia och familjen Mycosphaerellaceae.   Inga underarter finns listade i Catalogue of Life.